# Gare d’Andorre – L’Hospitalet
Gare d’Andorre – L’Hospitalet – stacja kolejowa w L’Hospitalet-près-l’Andorre, w departamencie Ariège, w regionie Oksytania, we Francji. Jest to najbliższa stacja obsługująca Księstwo Andory.
Została otwarta w 1929 przez Compagnie des chemins de fer du Midi et du Canal latéral à la Garonne. Jest zarządzana przez SNCF (budynek dworca) i przez RFF (infrastruktura). 

## Położenie
Znajduje się na Portet-Saint-Simon – Puigcerda, w km 144,023, na wysokości 1429 m n.p.m., pomiędzy stacjami Mérens-les-Vals i Porté-Puymorens. 

## Linie kolejowe
- Portet-Saint-Simon – Puigcerda